# Grote of Martinikerk (Doesburg)
De Grote of Martinikerk is de hoofdkerk van de Hanzestad Doesburg in de provincie Gelderland. Andere gebruikte namen zijn: Hervormde Kerk, Sint-Maartenskerk en Sint-Martinuskerk. Hij is gebouwd in laatgotische stijl.

## Geschiedenis
De voorganger van de huidige kerk werd in 1340 verwoest bij een overstroming. De nieuwe kerk, ook gewijd aan Sint Maarten, werd in het hart van de stad gebouwd. De huidige vorm ontstond in hoofdzaak in de 15e eeuw. Rond 1430 was de toren gereed. In 1483 richtte een brand grote schade aan. Hierna werd de kerk in de oude vorm weer opgetrokken. Aan het formaat en de rijke afwerking is te zien dat Doesburg destijds een belangrijke Hanzestad was. De vorm is een basiliek in zogeheten Nederrijnse gotische stijl, zonder dwarsschip. De zijbeuken lopen door langs de toren en tot langs het koor. Oorspronkelijk bezat waarschijnlijk het hele schip stenen gewelven, nu resten alleen nog in de zijbeuken netgewelven. In 1547 zorgde blikseminslag voor veel brandschade; enkele traveeën van het schip verloren toen hun gewelven. In 1552 kwam er nog een gewelf naar beneden, zoals nog te lezen valt op een pilaar. Sinds 1888 heeft het schip houten gewelven.

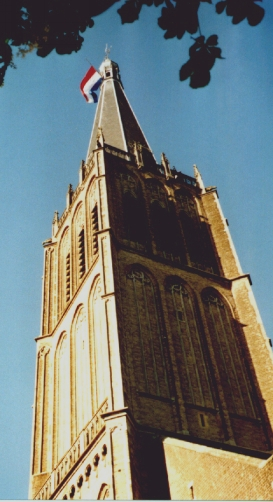
De toren

In 1586 is Doesburg overgegaan tot de Reformatie en sindsdien wordt de kerk ook vaak Grote of Hervormde Kerk genoemd. De toren werd in 1672 in brand geschoten door de Fransen. In 1717 was het weer de bliksem die brand veroorzaakte. In 1783 was deze kerk de eerste in de Nederlanden die voorzien werd van een bliksemafleider.
Op 15 april 1945 bliezen de terugtrekkende Duitsers de toren op, waarbij ook het schip grote schade opliep. In 1965 was de toren weer hersteld tot de oude hoogte van 94 meter, waardoor deze thans de hoogste kerktoren van Gelderland is en de op zeven na hoogste van Nederland. De restauratie van het gehele kerkgebouw was afgerond in 1972. Aan de oostzijde van de kerk staat nu een naamloos oorlogsmonument.

## Inventaris
Een aantal kleine wapen-grafzerken dateren van de 16e eeuw. Uit de 17e eeuw zijn de preekstoel, een doophek, banken, een avondmaalstafel en twee kronen.
In de zuidelijke zijbeuk bevindt zich een muurschildering van de Heilige Agnes, wellicht nog 15e-eeuws. In het Annakoor zijn gewelfschilderingen van omstreeks 1530. Op de pijlers bevinden zich schilderingen met aan de ene kant telkens een van de 12 artikelen van de Apostolische geloofsbelijdenis en aan de andere kant een corresponderende Bijbeltekst.
Naast de grafsteen van Wemberich van Berchem bevindt zich in de kerk ook een gedenkplaat uit 1855 voor deze viceadmiraal.

### Orgels
Het hoofdorgel is een Walcker-orgel uit 1916. Dit bevat 4 klavieren, 75 registers en 5415 pijpen. Daarnaast zijn er nog een koororgel van Flentrop uit 1953 en een kabinetorgel, omstreeks 1805 gebouwd door Freytag.

## Carillon

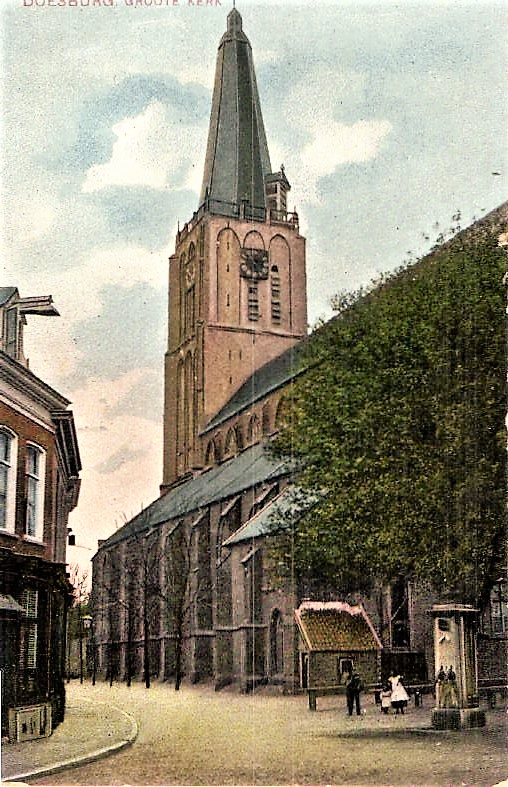
Grote of Martinikerk op oude ansicht met de dakruiter naast de spits waarin het Hemony carillon hangt

De geschiedenis van het Doesburgse carillon begint in 1655 met het op proef sturen door Pieter en François Hemony van een klein klokkenspel van 20 klokken wat door de toenmalige burgemeester van Doesburg: Jacob Muijs in 1656 min of meer op eigen verantwoording werd aangekocht. Over betalen had hij niet nagedacht want de erven van Hemony hadden nog lang een schuld te vereffenen. Het was een klein licht klokkenspel van 20 klokken op basis des2-es2-f2-chromatisch-bes3. Eerder werd in 1655 al geprobeerd geld in te zamelen om de klokken te betalen maar dit werkte niet onder de Doesburgenaren. De klokken werden opgehangen in een dakruiter op de NO hoek van de omloop naast de spits van de toren om ze beter te laten klinken in de omtrek van de kerk. In 1723 werd door een opvolger van  de Gebr. Hemony, Jan Albert de Grave nog drie klokjes bijgeleverd om het spel wat completer te maken. Tijdens een restauratie in 1912 werden de klokken binnen in de toren opgesteld waarbij één van de de Grave klokjes door Petit & Fritsen werd hergoten. Nu was de toren een reus met een piepstem geworden. Om die reden werd na de dramatische vernieling van de toren op 15 april 1945 een zwaardere beiaard in de toren gehangen met gebruikmaking van slechts 8 van de 16 klokjes van de Gebr. Hemony die uit de puinhopen gered waren. Zodoende kwam er na geldinzamelingsakties in 1965 een beiaard van 47 klokken waarbij de overige 39 klokken door Eijsbouts geleverd werden. Het werd een transponerend carillon in Middentoonstemming met als basis des1-es1-f1-chromatisch-des5. De des1 werd hierbij als c1 aangesloten. Verder zijn er nog twee luidklokken De d1 uit 1549 door Albert Hachman en de e1 in 1639 gegoten door drie gieters: Peter van Trier, Johann Philipsen en Willem Eevers. In een dakruiter hangen 3 klokjes die als klik functioneren op het automatische spel. 2 van Hemony en 1 van de Grave.